# HMS Marjoram (K206)
HMS Marjoram (K206) je bila nedokončana korveta razreda flower Kraljeve vojne mornarice, ki bi morala biti operativna med drugo svetovno vojno.
Gradnja korvete, ki bi morala potekati v Belfastu, je bila preklicana 23. januarja 1941.